# Sylvia Eichner
Pour les articles homonymes, voir Eichner.
Sylvia Eichner, née le 6 juin 1957 à Dresde, est une ancienne nageuse est-allemande.

## Biographie
Aux Jeux olympiques d'été de 1972 à Munich, elle est la dernière relayeuse du 4 × 100 m nage libre qui remporte l'argent. Les trois autres relayeuses sont Andrea Hübner, Kornelia Ender et Andrea Eife. Elle termine également 6e de sa demi-finale du 100 m nage libre et ne se qualifie pas pour la finale.
La même composition de relais remporte le 4 × 100 m nage libre l'année suivante lors des Championnats du monde en battant une nouvelle fois le record du monde,.